# Markus Heikkinen
Markus Heikkinen (né le 13 octobre 1978 à Katrineholm en Suède) est un footballeur finlandais. Heikkinen peut jouer soit comme défenseur latéral soit comme milieu défensif et joue actuellement au HJK Helsinki.

## Palmarès
- Coupe de Finlande : 2000 avec le HJK Helsinki.
- Champion de Finlande : 2002et 2014 avec le HJK Helsinki.
- Champion d'Autriche : 2008 avec le Rapid Vienne.